# Centrelus vulvanus
Centrelus vulvanus är en mångfotingart som först beskrevs av Karsch 1881.  Centrelus vulvanus ingår i släktet Centrelus och familjen Atopetholidae. Inga underarter finns listade i Catalogue of Life.